# 中国共产党宁波市委员会
中国共产党宁波市委员会，简称（中共）宁波市委，是中国共产党在浙江省宁波市的地方组织，成立于1925年2月，由中国共产党宁波市代表大会选举产生，在代表大会闭会期间领导宁波市的党务工作。现任中共宁波市委书记是彭佳学，系浙江省委常委。